# Cottus poecilopus
Lo scazzone siberiano (Cottus poecilopus) è un pesce osseo di acqua dolce appartenente alla famiglia Cottidae.

## Distribuzione e habitat
Questa specie ha un areale molto vasto, esteso su gran parte della Siberia ed anche alla Scandinavia e Finlandia. Sono presenti popolazioni anche in Danimarca, zone costiere del mar Baltico in Polonia e Germania (estirpato da quest'ultimo paese) e Carpazi.
Questo pesciolino è amante delle acque fredde e ben ossigenate: nella parte meridionale dell'areale (Carpazi) si trova nei torrenti montani (molto più in altitudine che lo scazzone comune) mentre nella parte settentrionale è comune in fiumi e laghi di pianura.

## Descrizione
È molto simile al Cottus gobio, si può riconoscere soprattutto dal fatto che la linea laterale è incompleta ed arriva solo all'inizio della pinna anale. Inoltre la linea laterale corre sopra la linea mediana del corpo (in C. gobio questo non accade) Inoltre le pinne ventrali sono attraversate da bande scure (da 5 a 15) assenti nello scazzone comune. Anche la colorazione è diversa, nello scazzone siberiano è più scura ed ha alcune bande molto scure o nere sui fianchi, che arrivano circa a metà del corpo.
Le dimensioni arrivano a 12 cm.

## Biologia
Molto simile a quella dello scazzone comune.

## Pesca
Non ha alcun interesse per la pesca né sportiva (se non uno sporadico uso come esca per i salmonidi) né professionale.

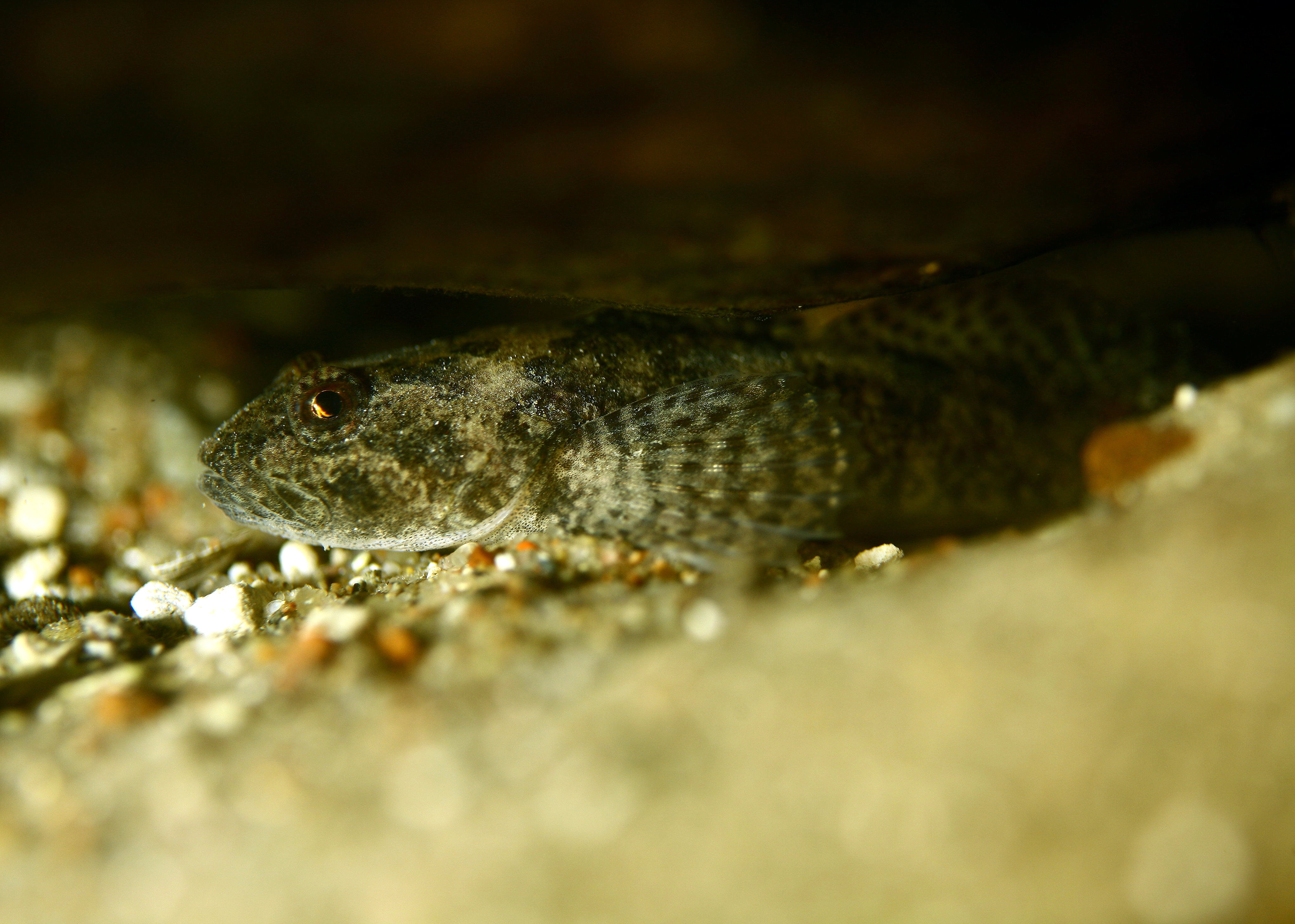

## Conservazione
Anche grazie al vastissimo areale questa specie non è globalmente minacciata ma le popolazioni centroeuropee spesso risentono di inquinamenti o di immissioni di predatori come le trote. In Germania è estinto.